# Bożena Kiełbińska
Bożena Kiełbińska, z domu Lewandowska (ur. 23 marca 1955 w Toruniu) – śpiewaczka operowa (sopran).
W 1984 roku otrzymała Srebrną Odznakę „Za pracę społeczną dla miasta Krakowa” od Prezydium Rady Narodowej Miasta Krakowa. Ukończyła Międzynarodowe Mistrzowskie Kursy Interpretacji Muzycznej (15 X - 23 X 1999) w klasie śpiewu wybitnej polskiej sopranistki Jadwigi Gadulanki organizowane przez Zakopiańską Akademię Sztuki im. Marka Markowicza. Uczestniczka V Międzynarodowego Festiwalu „Music World” (Fivizzano, Włochy). Uczennica śpiewaczki operowej Janiny Tisserant-Parzyńskiej. Od 1976 roku występuje w Operze Krakowskiej. Współpracuje z Krakowskim Teatrem Faktu. Współpraca ta zaowocowała widowiskiem muzycznym „Bal w operetce” wyreżyserowanym przez aktorkę Teatru im. Juliusza Słowackiego w Krakowie - Ninę Repetowską i wystawionym z okazji 5. lecia Przeglądu Teatrów Jednego Aktora. Od 1 marca 2008 jest prezesem Eksperymentalnej Sceny Operowej. Od 2010 roku organizuje cykliczne koncerty „Operetka moja miłość” w Klubie Dziennikarzy "Pod Gruszką" w Krakowie. Ma za sobą także epizod aktorski. Wystąpiła w etiudzie „Żywe” w reż. Macieja Mądrackiego oraz w filmie krótkometrażowym „Bracia” w reż. Szymona Jakubowskiego. Koncertuje w kraju i za granicą m.in. we Włoszech, Niemczech, Holandii, Izraelu, Stanach Zjednoczonych oraz Wielkiej Brytanii.